# Elis Regina
Elis Regina Carvalho Costa (Porto Alegre, 17 maart 1945 – São Paulo, 19 januari 1982) was een Braziliaans zangeres. Ze zong Música Popular Brasileira. Vooral haar werk met Antonio Jobim is van grote invloed geweest op de ontwikkeling van de bossa nova en de jazz. Hun gezamenlijke album Elis & Tom wordt nu nog steeds gezien als een meesterwerk. Qua  levenseinde wordt ze vergeleken met Janis Joplin. Ze overleed op 36-jarige leeftijd aan een overdosis cocaïne, slaapmiddelen en alcohol.

## Biografie

### Vroege carrière
In haar geboortestad Porto Alegre begon Elis Regina op 11-jarige leeftijd te zingen in het kinderprogramma O Clube do Guri. Dit werd uitgezonden op het station Rádio Farroupilha en gepresenteerd door Ari Rego. In 1959 werd ze gecontracteerd door Rádio Gaúcha. Een jaar later hoorde de verkoper Wilson Rodrigues Poso van Continental Records haar zingen. Deze overtuigde de platenmaatschappij om haar te contracteren. In 1961 kwam haar eerste plaat uit.
In 1965 won ze haar eerste songfestival met het nummer Arrastão ("Meeslepen") van Edu Lobo en Vinicius de Moraes. Toen de single uitkwam werd ze hiermee de best verkopende Braziliaanse artiest sinds Carmen Miranda. De lp Dois na Bossa die daarop volgde was het eerste album waarvan meer dan een miljoen exemplaren werden verkocht.

### MPB
In die periode begon binnen de bossanova de Tropicália-beweging belangrijk te worden. Hieruit zou later de Música Popular Brasileira voortkomen, die als de opvolger van de bossanova werd gezien. Beginnend vanuit de Tropicália wordt Elis Regina gezien als een belangrijke naam in de opkomst van de MPB. Zij heeft met veel bekende artiesten samengewerkt: Tom Jobim, Gilberto Gil, Caetano Veloso, Jorge Ben Jor, Chico Buarque, Milton Nascimento, Adoniran Barbosa en Ivan Lins. De lp Elis & Tom wordt gezien als een van de beste bossanova-albums aller tijden.

### Activisme

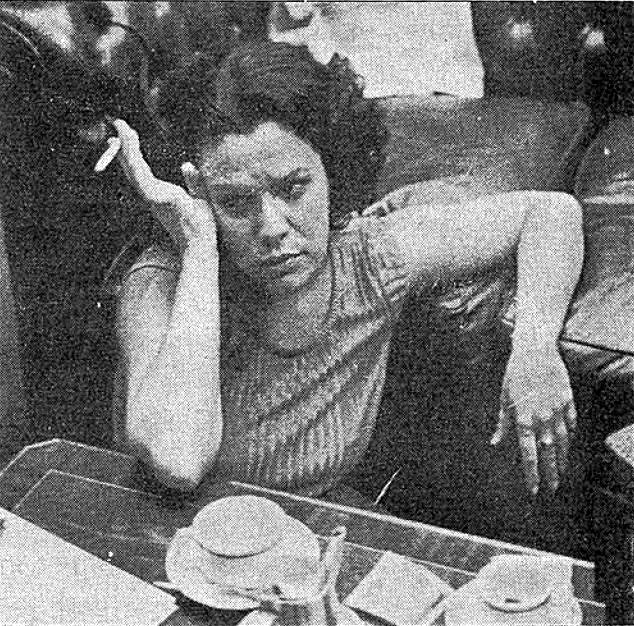
Elis Regina tijdens interview in Buenos Aires
(1979), Revista Expreso Imaginario

Elis Regina had veel kritiek op het militaire bewind in Brazilië. In een interview in 1969 in Europa zei ze dat het land werd bestuurd door "gorilla's". Ze deed mee aan een aantal protestbewegingen tegen de dictatuur. Een voorbeeld hiervan was de Marcha contra as guitarras ("Mars tegen de gitaren") die in de jaren '60 plaatsvond. Ook deed zij mee aan een campagne die amnestie eiste voor Brazilianen die zich in het buitenland in ballingschap bevonden.
In tegenstelling tot veel andere artiesten van die tijd werd ze niet gedwongen het land te ontvluchten. Wel dwongen de autoriteiten haar om het nationale volkslied in een stadion te zingen. Hierop kreeg ze veel kritiek, maar men begreep ook dat ze haar familie moest beschermen.
Verder streed zij voor de rechten van musici, en werd voorzitster van de vereniging ASSIM (Associação de Intérpretes e de Músicos, "Vereniging van Interpretators en Musici").

### Persoonlijk leven

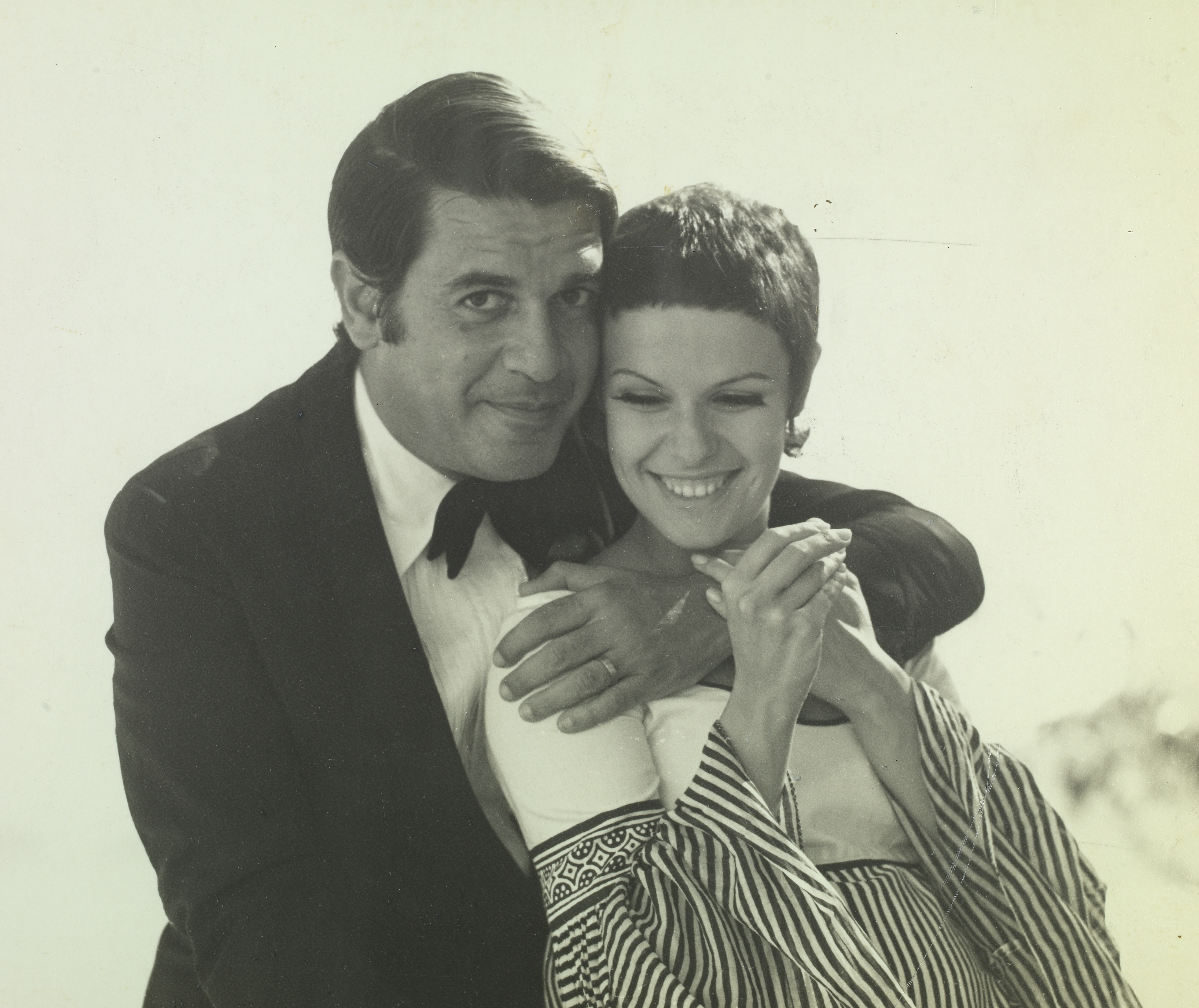
Elis Regina met Ronaldo Bôscoli
(1970), Arquivo Nacional

In 1967 trouwde Elis Regina met componist en producent Ronaldo Bôscoli. In 1970 kregen zij een zoon, João Marcelo Bôscoli. In 1975 hertrouwde ze met de pianist César Camargo Mariano, met wie ze al langere tijd had samengewerkt. Zij kregen twee kinderen: Pedro Camargo Mariano in 1975 en Maria Rita in 1977. Alle drie de kinderen zijn muzikant geworden. Met name Maria Rita werd een succesvol zangeres.
Op 36-jarige leeftijd overleed Elis Regina aan een overdosis cocaïne, slaapmiddelen en alcohol. Zij werd begraven op het kerkhof van Morumbi.

## Discografie
- Viva a Brotolândia (1961)
- Poema de Amor (1962)
- O Bem do Amor (1963)
- Ellis Regina (1963)
- Dois na Bossa (1965)
- O Fino do Fino - Elis & Zimbo Trio (1965)
- Samba, Eu Canto Assim! (1965)
- Dois na Bossa nº2 (1966)
- Elis (1966)
- Dois na Bossa nº3 (1967)
- Elis Especial (1968)
- Elis, Como & Porque (1969)
- Elis Regina in London (1969)
- Aquarela do Brasil - Elis Regina & Toots Thielemans (1969)
- Em Pleno Verão (1970)
- Elis no Teatro da Praia com Miele & Bôscoli (1970)
- Ela (1971)
- Elis (1972)
- Elis (1973)
- Elis (1974)
- Elis & Tom (1974)
- Falso Brilhante (1976)
- Elis (1977)
- Transversal do Tempo (live, 1978)
- Essa Mulher (1979)
- Elis Especial (1979)
- Saudades do Brasil (1980)
- Elis (1980)
- Montreux Jazz Festival (live, 1982)